# Анаконда 2: Охота за проклятой орхидеей
«Анаконда 2: Охота за проклятой орхидеей» (англ. Anacondas: The Hunt for the Blood Orchid, дословно Анаконды: Охота за кровавой орхидеей) — американский приключенческий боевик ужасов 2004 года, режиссёра Дуайта Литтла. Это самостоятельное продолжение первого фильма и вторая часть серии фильмов Анаконда. В фильме рассказывается о группе исследователей, отправившихся в экспедицию на тропический остров Борнео в Юго-Восточной Азии, чтобы найти священный цветок (Проклятая орхидея), который, по их мнению, сделает жизнь людей более долгой и здоровой, но вскоре на них будет охотиться смертоносный гигант, а именно Анаконды, населяющие остров. Фильм был показан в кинотеатрах 27 августа 2004 года.
Фильм получил в основном смешанные и негативные отзывы, также имел финансовый успех. Но прибыль была очень скромной, потому в 2006 году права на франшизу выкупил телеканал Syfy и последовало продолжение для телевидения и DVD Анаконда 3: Цена эксперимента в 2008 году.

## Сюжет
Группа исследователей отправляется в индонезийские джунгли Борнео на поиски священной орхидеи. Они считают, что этот легендарный цветок сильно продлевает молодость и может излечить рак. У проводника Билла Джонсона (который когда-то был бойцом спецназа и переехал на Борнео в надежде начать новую жизнь) их намерения вызывают серьезные опасения, но доктор-карьерист Джек Байрон подкупает его, чтобы тот провёл группу по опасной тропе. Из-за сильного течения судно экспедиции падает с водопада и тонет. Путники, сумев выловить необходимые вещи, продолжают идти вброд вдоль реки. Однако в воде появляется гигантская анаконда, которая съедает доктора Бена Дугласа, остальным же удается убежать на сушу.
Билл уверяет их, что это самая огромная змея, которую он когда-либо видел в своей жизни, но ей понадобятся недели, чтобы вновь проголодаться. Учёные догадываются, что змея выросла до таких размеров, потому что в пищевой цепи были орхидеи, которые дают здоровье и долголетие, а значит, их теория верна. Несмотря на это, большинство участников экспедиции хочет прекратить путешествие.
Они решают дойти до дома друга Билла Джона Ливингстона и взять у него лодку. По пути Билл признается Сэм, что он опасался вести их сюда, но Джек его подкупил. Исследователям не удается воспользоваться лодкой, потому что другая анаконда убила Джона и сломала его лодку. Билл понимает, что наступил сезон спаривания, а это значит, что все анаконды мужского пола активизируются в поисках самок. Это еще сильнее уменьшает шансы группы выбраться из джунглей живыми.
Учёным удается добраться до деревушки местных жителей, которая была покинута ими, и там не было ни одной лодки. Желающий заработать огромные деньги на разведении орхидей и продаже препарата из неё Джек уверен, что они уже совсем близко от искомых растений и давит на соратников, убеждая их продолжить поиски. Но учёные не уверены, что эффект орхидей распространяется и на людей, а значит, риск слишком велик. Они начинают строить плот, чтобы покинуть на нем джунгли.
Гордон узнает, что Джек прихватил радиопередатчик и пистолет Джонсона, а значит, он давно мог вызвать спасательный вертолет. После этого разоблачения Джек, чтобы заставить Гордона замолчать, швыряет ему на руку ядовитого паука, после укуса которого Гордон оказывается парализован, и его съедает анаконда. Джек крадёт плот и оставляет бывших коллег ни с чем.  
Команда вынуждена отправиться в джунгли, чтобы перехватить Джека на пути к орхидеям и забрать плот. Но в пещерах по дороге их поджидают другие анаконды, и при её нападении погибает один из участников экспедиции. Учёные находят плот (при этом, обнаружив в рюкзаке Джека банку с ядовитым пауком, путники понимают – что именно злодей сделал с Гордоном), а Джек – свои орхидеи. Выстрелом он ранит Джонсона в руку и позже оглушает его — тем самым устранив самого сильного своего противника. Угрожая пистолетом, Джек заставляет Сэм пройти к растущим орхидеям по тонкой ветке над ямой, в которой спаривается несколько анаконд. Когда она возвращается, ветка начинает трещать и ломаться. Джек приказывает бросить ему рюкзак с орхидеями, но Сэм угрожает, что выбросит рюкзак в яму, если он не бросит пистолет. Джек стреляет в сторону остальных людей и тем самым заставляет Сэм бросить ей рюкзак. В это время очнувшийся Джонсон набрасывается на Джека. Раненый Джонсон проигрывает в этой драке, однако Джек становится жертвой укуса такого же паука – с помощью которого он ранее расправился с Гордоном. Парализованный Джек падает в яму со змеями, и туда же сваливается Сэм, под которой сломалась ветка. Женщине удаётся вылезти из ямы, а Джек становится жертвой одной из анаконд. Вторая огромная змея выползает из ямы и собирается напасть на людей, но они сумели взорвать её при помощи канистры с бензином. Из-за этого взрыва и продолжающегося тропического ливня происходит оползень, и яма с анакондами оказывается завалена глыбами — тем самым позволяя людям спастись от них. Четверо путников садятся на плот и уплывают.

## В ролях
| Актёр/Актриса    | Персонаж           |
| Джонни Месснер   | Билл Джонсон       |
| Кейди Стрикленд  | Сэм Роджерс        |
| Мэттью Марсден   | Доктор Джек Байрон |
| Николас Гонсалес | Доктор Бен Дуглас  |
| Юджин Бёрд       | Коул Бёррис        |
| Карл Юн          | Трэн               |
| Салли Ричардсон  | Гейл Стерн         |
| Моррис Честнат   | Гордон Митчелл     |
| Энди Андерсон    | Джон Ливингстон    |
| Николас Хоуп     | Кристина Ван Дайк  |

## Саундтрек
Саундтрек к фильму был написан Неридой Тайсон-Чу и выпущен Varèse Sarabande.
1. Opening Titles / Jungle Floor (2:12)
2. Elixir Perrinia Immortalis (1:40)
3. Kong Attacks Gail (2:04)
4. Stealing the Fruit / Kong Terrified (3:06)
5. Almost a Kiss (1:20)
6. Predator in the Water (3:53)
7. Enter the Jungle (0:56)
8. Foreboding Path (2:22)
9. Crossing the Bog (3:29)
10. Spider of Anaesthesia (2:58)
11. Livingston's Death (1:05)
12. All Hope is Lost (1:58)
13. Lopaks (1:36)
14. It's Mating Season (3:15)
15. Totem (1:34)
16. Jack's Devious Deal Uncovered (1:23)
17. Betrayal of Trust (2:28)
18. The Cavern (6:31)
19. Climbing to the Light (6:02)
20. Discovering the Orchids / Face Off (11:14)

## Критика

### Сборы
Фильм дебютировал на втором месте по кассовым сборам с США и заработал 32 238 923 доллара в Соединенных Штатах и 38 753 975 долларов во всем мире, что в сумме принесло по всему миру 70 992 898 долларов.

### Отзывы
Rotten Tomatoes сообщает, что фильм получил 26% на основе 121 обзора, со средней оценкой 4,20 из 10. Metacritic сообщил, что фильм получил средний балл 40 из 100 на основе 28 обзоров. Роджер Эберт присвоил фильму две звезды из четырех, что меньше, чем у оригинального фильма. Эберт, однако, оценил фильм и Мэтью Марсдена как достаточно смотрибельное. Зрители, опрошенные CinemaScore, дали фильму среднюю оценку «B» по шкале от A + до F.
Фильм был номинирован на Золотую малину за "Худший ремейк или сиквел".